# 罗曼·穆西尔
罗曼·穆西尔（捷克語：Roman Musil，1971年5月31日—），捷克男子自行车、田径运动员。他曾代表捷克参加2000年、2004年和2008年夏季残疾人奥林匹克运动会，获得四枚金牌、一枚银牌和二枚铜牌。